# Naassenos
Os naassenos ou naasseni (do hebraico נָחָשׁ naḥash ou naas, "serpente") eram os membros de uma seita gnóstica cristã surgida por volta do ano 100 d.C. Os naassenos alegavam que suas doutrinas lhes haviam sido passadas por Mariamne, uma discípula de Tiago, o Justo.
É possível que o nome seja um portmanteau de "nasoreano" (notzrim) e "essênios" e a retenção da forma hebraica mostra que suas crenças podem representar os primeiros estágios do gnosticismo. Os naassenos, os setianos, os mandeanos, os peratas e os borboritas são considerados como seitas Ofitas. Porém, Hipólito os considera entre os primeiros a serem chamados simplesmente de "'gnósticos', alegando que somente eles teriam atingido as profundezas do conhecimento.".

## A narrativa naassena

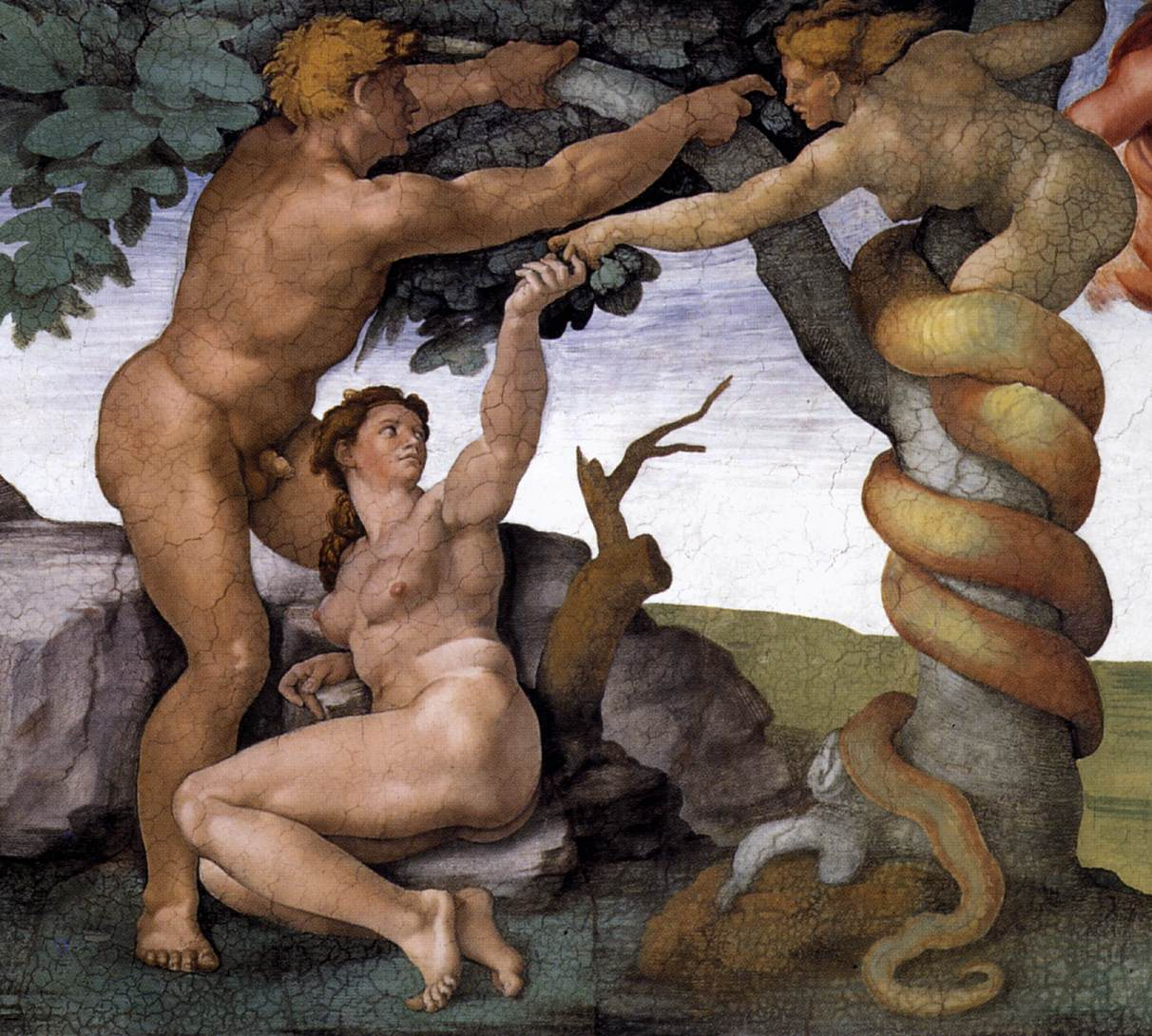
Adão e Eva com a Serpente, protagonistas na doutrina Naassena.
Michelângelo, no teto da Capela Sistina.

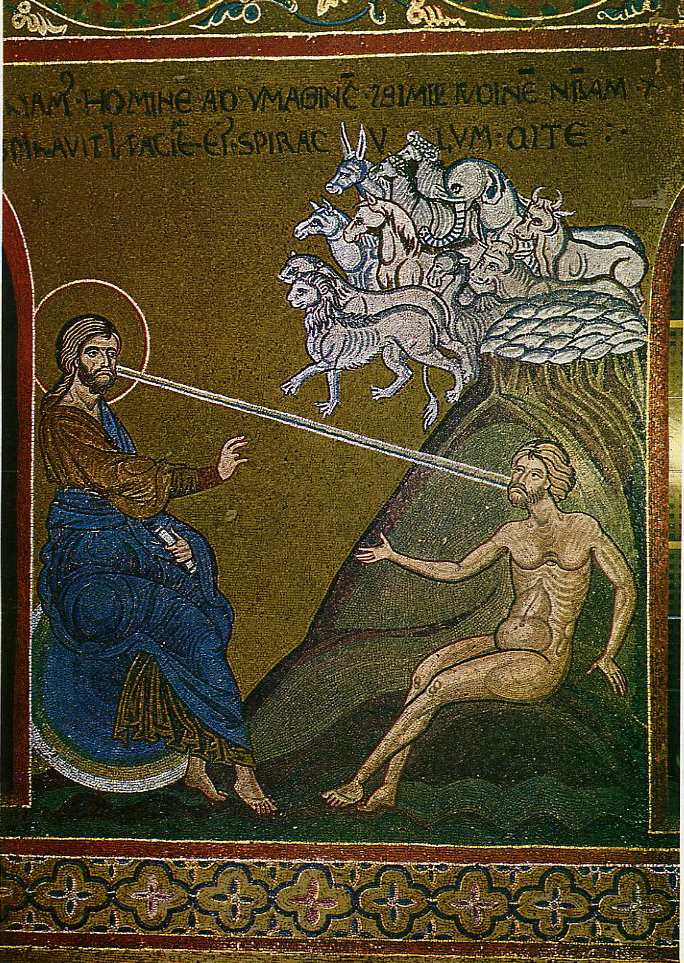
Criação de Adão
Monreale, die Kathedrale und der Kreuzgang, Sicília, 1976.

Os naassenos tinham um ou mais livros a partir dos quais Hipólito de Roma cita em sua Philosophumena e que supostamente continham os discursos comunicados por Tiago, irmão de Jesus, à Mariamne. Eles continham tratados de natureza mística, filosófica, devocional e exegética, em vez de uma exposição cosmológica.
O autor (ou autores) é possivelmente de língua grega. Ele de fato se utiliza das palavras hebraicas naas e caulacau, mas elas já tinham passado para o vocabulário comum gnóstico a ponto de já serem conhecidas inclusive pelos que não sabiam hebraico. Ele mostra grande conhecimento das religiões de mistério das várias nações da época, algo que poderia ser realizado também em Roma, sem nunca deixar a cidade.
Na exegesis naassena, existem interpretações associando divindades das religiões de mistério à Jesus Cristo, especialmente, Átis, Osíris e Hermes . A interpretação orbita em torno da figura do Anthropos, o Primeiro Homem, que é entendido como o arquétipo primordial por detrás dos cultos de mistérios. 

### Primeiro homem
Os naassenos estão em acordo com os outros Ofitas em chamar o primeiro princípio de "Primeiro Homem" e "Filho do Homem", chamando-o em seus hinos de Adamas (Adão):
- O Primeiro Homem (Protanthropos): o ser fundamental antes de sua diferenciação em indivíduos.
- O Filho do Homem: o mesmo ser após a individualização em coisas reais e, portanto, já afundado na matéria.

Em vez de, porém, reter o princípio feminino dos ofitas da Síria (província romana), eles representaram o "Homem" como andrógino e, da[o, um dos hinos segue "De ti [vem] Pai e através de ti [vem] Mãe, dois nomes imortais, progenitores de aeons, Ó habitante dos céus, Homem ilustre".
Embora os mitos de um sistema ofita anterior quase não são citados, há um traço de conhecimento dele quando, por exemplo, o mito afirma que Adão surgiu da terra espontaneamente e ali ficou deitado sem respirar, sem se mover, como uma estátua, tendo sido feito à imagem do Primeiro Homem através da obra de diversos arcontes. Como forma de aprisionar o Primeiro Homem, uma alma foi dada à Adão e através dela a imagem do Primeiro Homem superior pôde então sofrer e ser disciplinada em servidão.

### Três classes
Os naassenos também ensinavam que este Primeiro Homem era, como Gerion, triplo, contendo em si as três naturezas to noeron ("racional"), to psychikon ("psíquica") e to choikon ("terrena", "mundana"). Declararam que "o princípio da Perfeição é a gnosis do Homem, mas a gnosis de Deus é a Perfeição absoluta". Que em Jesus as três naturezas se combinaram e através dele falaram às diversas classes de homens. E toda humanidade estava dividida entre os "eleitos", os "chamados" e os "cativos", cada qual ligado respectivamente à uma das naturezas, sendo que a mais alta era a ligada ao racional, o conhecimento, a gnosis.
Assim as três classe de homens (e as três igrejas correspondentes) eram:
- Material (os "Cativos") - os pagãos, cativos no domínio da matéria.
- Psíquica (os "Chamados") - os cristãos ordinários, não iniciados.
- Espiritual (os "Eleitos") - os membros da seita, familiares com o conhecimento secreto.

## Relações sexuais
Para os Naassenos, a relação sexual com uma mulher é algo terrivelmente maligno e uma prática desprezível. Segundo Hipólito:
| “ | Isto, ele diz, é o oceano, geração de deuses e geração de homens sempre rondado pelos turbilhões da água, ora correndo para o alto, ora para baixo. Mas ele diz que a geração de homens ocorre quando o oceano corre para baixo, mas quando corre para cima, para a muralha e fortaleza e o penhasco de Luecas, uma geração de deuses ocorre. Isto, ele afirma, é que estava escrito: Eu disse, vocês são deuses e todos filhos do altíssimo; Se vocês se esforçam para fugir do Egito, através do Mar Vermelho em direção ao deserto, ou seja, da relação sexual terrena para a Jerusalém no alo, que é aão dos viventes. Se, porém, novamente você retorna para o Egito, ou seja, para a relação sexual terrena, irá morrer como homem. Pois mortal, ele diz, é toda geração que ocorre abaixo, mas o imortal é gerado acima, pois é nascido da água apenas, e do espírito, sendo espiritual e não carnal. Mas o que nasce abaixo é carnal, ou seja, diz ele, o que está escrito. Aquele que é nascido da carne, é carne, e o que nasceu do espírito é espírito (João 3:6). Isto, de acordo com eles [os naassenos], é a geração espiritual. Isto, ele diz, é o grande Jordão [de Josué 3:7-17] que, correndo (aqui) para baixo, impedindo assim os filhos de Israel de deixarem o Egito - as relações sexuais, pois o Egito é o corpo - Jesus inverteu e o fez correr para cima. | ” |
|   | — Philosophumena V, 2, Hipólito de Roma. |   |

Hipólito afirma ainda que os versos de Paulo em Romanos 1:27 contém a chave para todo o sistema naasseno. "Do mesmo modo também os homens, deixando o uso natural da mulher, inflamaram-se em sua concupiscência uns para com os outros, cometendo homens com homens a torpeza" - agora a expressão do que é "torpe" significa, segundo estes naassenos, a primeira e mais abençoada substância, sem forma, a causa de todas as formas das coisas que são moldadas em formatos - "..., e recebendo em si mesmos a devida recompensa do seu desvario".
É certamente possível que os naassenos percebessem a homossexualidade como um exemplo do conceito de androginia. Carl Jung afirmou: "... tal disposição não deve ser julgada como negativa em todas as circunstâncias, desde que ela preserve o arquétipo do Homem Original, que um ser com apenas um gênero sexual, até certo ponto, perdeu.". Porém, como evidência de qualquer ato "torpe", Hipólito lamenta que, de toda forma, "...eles não foram emasculados e, ainda assim, eles agem como se tivessem sido".

### Exegese
O autor se utiliza livremente do Novo Testamento. Ele parece ter usado todos os quatro Evangelhos, sendo que o mais utilizado foi o de João. Ele também cita as epístolas paulinas de Romanos, I Coríntios e II Coríntios, Gálatas e Efésios. O Antigo Testamento também é utilizado copiosamente, assim como o Evangelho dos Egípcios e o Evangelho de Tomé, obras apócrifas. Porém, o que é mais característico é o uso abundante de escritos pagãos, uma vez que o método exegético do autor permite que ele encontre seu sistema em Homero com a mesma facilidade que ele o faz na Bíblia.

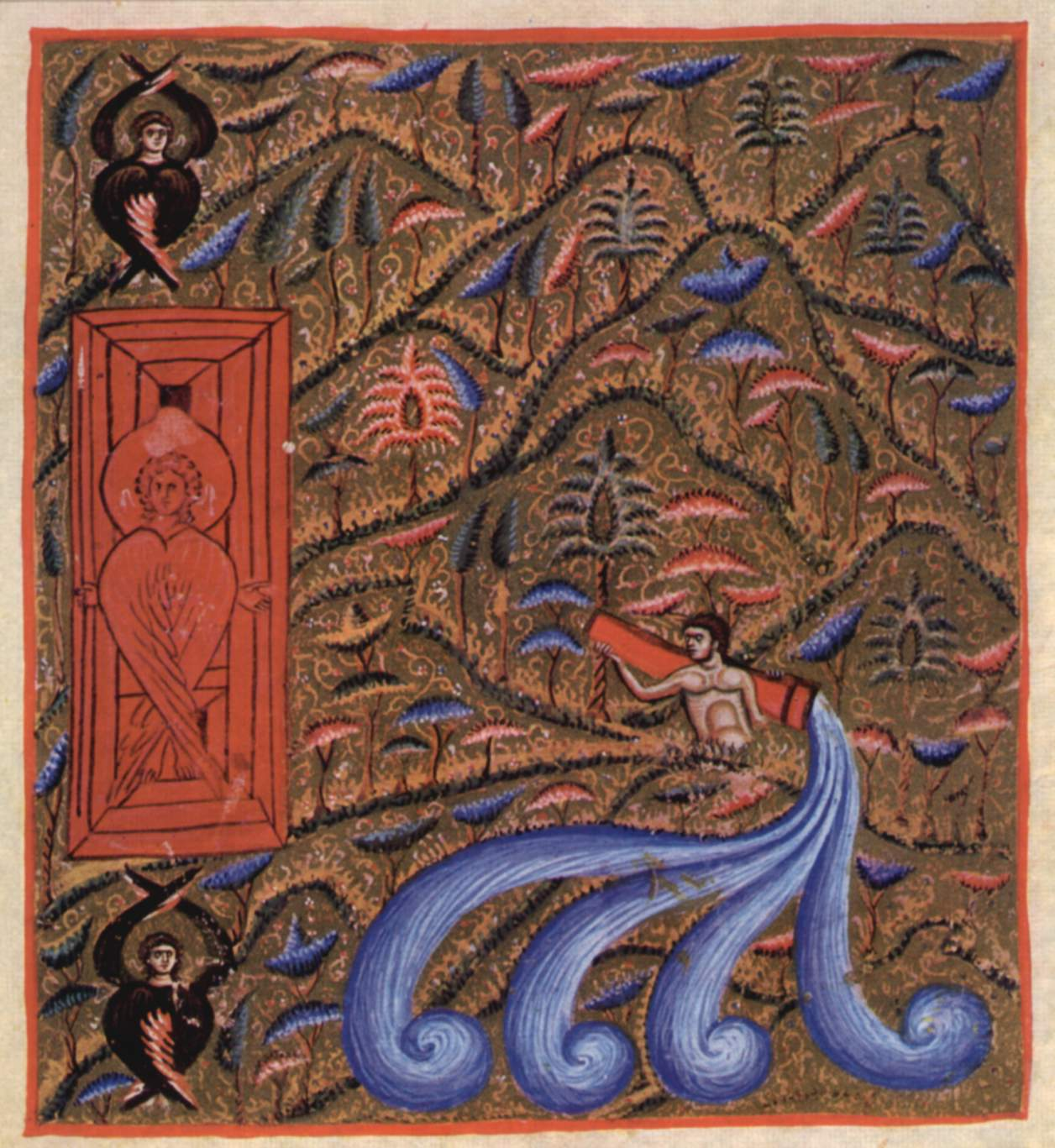
Os quatro rios do Paraíso.
Por Mönchs Johannes Kokkinobaphos.

### A serpente
Novamente citando Hipólito:
| “ | E que para ela apenas - ou seja, Naas - é dedicado cada um dos templos, todos os ritos iniciatórios e todos os mistérios. E, em geral, que uma cerimônia religiosa não pode ser descoberta sob o céu em que um templo (Naos) não exista e que o templo em si é Naas, de quem ele recebeu a sua denominação de templo (Naos). E eles afirma que a serpente é uma substância úmida, como Tales também, o milesiano, [falou de água como um princípio originador,] e que nada do que existe, mortal ou imortal, animado ou inanimado, poderia existir sem ela. E que todas as coisas estão sujeitas a ela e que ela é boa e que ela tem todas as coisas em si, como no único chifre de um touro com um chifre só. Desta forma, ela atribui beleza e para tudo o que existe de acordo com sua natureza e peculiaridade, como se passando através de tudo, exatamente como [o rio] nascendo do Éden e se dividindo em quatro cabeças. | ” |
|   | — Philosophumena v. 2, Hipólito de Roma. |   |

### Éden
O Jardim do Éden no sistema naasseno é o cérebro e o Paraíso, a cabeça humana, com cada um dos quatro rios (veja Gênesis 2:10 em diante) tendo um significado especial:
- Pisom = Olhos, pois por sua honra entre os demais orgãos e por suas cores, dá testemunho ao que é dito.
- Giom = Audição, pois é um rio tortuoso, lembrando uma espécie de labirinto.
- Tigre = Respiração e Olfato, empregando a veloz corrente do rio (como analogia do sentido). Mas ele corre contra o país dos assírios, pois em cada ato de respiração seguido de expiração, o folêgo capturado da atmosfera exterior entra com um movimento mais rápido e com mais força. Pois esta, ele diz, é a natureza da respiração.
- Eufrates = Boca, através da qual passa a oração para fora e, para dentro, a alimentação. A boca faz feliz, cultiva e forma o Homem Perfeito Espiritual.

## Livros
- O Fragmento Naasseno (citado por Hipólito como um sumário do sistema naasseno inteiro)
- O Evangelho da Perfeição
- O Evangelho de Eva
- As questões de Maria
- Sobre os filhos de Maria
- O Evangelho de Filipe  (diferente do Evangelho de Filipe da Biblioteca de Nag Hammadi)
- O Evangelho de Tomé
- O Evangelho Grego dos Egípcios